# Iwatake Katsuya
Katsuya Iwatake (sinh ngày 4 tháng 6 năm 1996) là một cầu thủ bóng đá người Nhật Bản.

## Sự nghiệp câu lạc bộ
Katsuya Iwatake đã từng chơi cho Oita Trinita.